# Paradelphomyia senilis
Paradelphomyia senilis är en tvåvingeart som först beskrevs av Alexander Henry Haliday 1833.  Paradelphomyia senilis ingår i släktet Paradelphomyia och familjen småharkrankar. Arten är reproducerande i Sverige. Inga underarter finns listade i Catalogue of Life.